# Nenad Maksić
Nenad Maksić (serbisch-kyrillisch Ненад Максић, * 21. August 1972 in Smederevo) ist ein serbischer Handballtrainer und ehemaliger Handballspieler, der zumeist als rechter Rückraumspieler eingesetzt wurde.

## Karriere
Der 1,87 m große und 87 kg schwere Linkshänder begann in seiner Heimatstadt beim RK Smederevo mit dem Handballspiel. Über den RK Borac Banja Luka und RK Roter Stern Belgrad kam er 1995 in die slowenische Liga zum RK Prevent Slovenj Gradec, mit dem er fünfmal in Folge im EHF-Pokal antrat und 1999/2000 das Halbfinale erreichte. In der Saison 2002/03 spielte er für Celje Pivovarna Lasko, mit dem er 2003 Meister wurde und im Europapokal der Pokalsieger 2002/03 erneut das Halbfinale erreichte. Anschließend kehrte er nach Slovenj Gradec zurück und nahm am EHF-Pokal 2003/04 und am Europapokal der Pokalsieger 2004/05 teil, in dem er jeweils bis ins Achtelfinale kam. Nach neun Jahren und als Rekordtorschütze der slowenischen Liga ging er zurück zu Roter Stern, mit dem er 2007 und 2008 serbischer Meister wurde. 2006/07 stand er in der Gruppenphase der EHF Champions League, 2007/08 in der dritten Runde des EHF-Pokals. Von 2008 bis 2010 lief er für seinen Heimatverein auf. Ab 2010 spielte er für RK Partizan Belgrad, wo er wie bei Roter Stern Kapitän war. Mit Partizan gewann er 2011 und 2012 die Meisterschaft sowie 2012 und 2013 den Pokal. International erreichte er im EHF Challenge Cup 2010/11 das Halbfinale und wurde mit 64 Toren zweitbester Torschütze des Wettbewerbs. 2011/12 und 2012/13 qualifizierte er sich für die Gruppenphase der Champions League. Im Sommer 2013 beendete er seine Karriere aufgrund einer Verletzung und ist seither Assistenztrainer bei Partizan.
Mit der Jugoslawischen Nationalmannschaft nahm Nenad Maksić an der Europameisterschaft 1998 teil und belegte den fünften Platz. Bei den Weltmeisterschaften 1999 und 2001 gewann er die Bronzemedaille. Bei der Europameisterschaft 2002 erreichte er nur den zehnten und bei der Weltmeisterschaft 2003 den achten Rang. Mit der Serbisch-montenegrinischen Nationalmannschaft kam er bei der Europameisterschaft 2004 ebenfalls auf den achten Platz. Maksić bestritt insgesamt 127 Länderspiele.

## Sonstiges
Maksić war sechs Jahre lang im Stadtrat von Smederevo als Sportbeauftragter tätig. Sein Sohn Aleksa ist Handball-Juniorennationalspieler.